# Огненноклювый арасари
Огненноклювый арасари (лат. Pteroglossus frantzii) — вид птиц семейства тукановых (Ramphastidae), обитающий в Центральной Америке. Латинский видовой эпитет дан в честь немецкого исследователя Александра фон Франциуса (1821—1877).

## Описание
Взрослые птицы достигают длины от 38 до 40 см. Они весят в среднем примерно 250 г. Половой диморфизм не выражен.
Pteroglossus frantzii внешне похож на родственный вид ошейникового арасари. Его оперение на брюхе большей частью светлое желтоватое, крылья, спина и голова большей частью чёрного цвета, с красным пятном выше хвоста. Характерный признак — это широкая красная полоса ниже груди, а также расположенное над ней тёмное пятно. Глаза окантованы красным цветом. Надклювье чёрное с вытянутой, широкой и оранжево-красной боковой полосой, которая тянется до вершины клюва. Подклювье чёрное. Основание клюва зелёно-оливкового цвета с каймой белого цвета.

## Распространение
Pteroglossus frantzii распространён в лесах вдоль тихоокеанского побережья на юге Коста-Рики и на западе Панамы. Жизненное пространство вида — это влажные леса и прилегающие поляны, а также опушки леса. Он обитает на высоте до 1500 м. Птица предпочитает держаться в верхушках деревьев, редко спускаясь ближе к земле.

## Образ жизни
Птицы живут большей частью маленькими группами, насчитывающими до 10 особей. Питаются преимущественно плодами, насекомыми, яйцами птиц и ящерицами. Как и большинство других видов туканов, птицы едят птенцов других видов птиц, а также яйца. В качестве мест гнездования и ночлега птица использует дупла деревьев, ранее принадлежавшие дятлам, таким как светлобрюхий флеоцеастес или полосатая желна. Гнездо располагается на высоте от 6 до 30 м. Ниша гнезда обычно покрыта шелухой расколотых семян. В кладке два яйца. Как самец, так и самка участвуют в высиживании, которое продолжается примерно 16 дней. Птенцы становятся самостоятельными примерно через 6 недель, однако, ещё в течение нескольких недель после оставления гнезда их кормят родители.